# Острва Светог Матије
Острва Светог Матије или Сент Матијас су мало острвље на северу Папуе Нове Гвинеје, које је део већег Бизмарковог острвља. Административно припада Покрајини Новој Ирској.

## Географија
Састоји се од најмање 10 острва, од којих је највеће и најсеверније острво Мусау. Источно од њега налазе се острва Емирау и Тенч, а југозападно већи број мањих острва.